# Leuco
Na mitologia grega, o nome Leuco ("branco") pode referir-se a:
- Filho do gigante de bronze Talos de Creta. Seguindo o conselho de Náuplio, ele seduziu Meda, esposa de Idomeneu, que tinha também sido convencida por Náuplio a não ser fiel a seu marido, quando Idomeneu havia ido para a Guerra de Troia. Leuco eventualmente matou Meda e tomou posse do reino; ele também matou sua filha Clisitira, apesar do fato de ela ter sido prometida a ele por Idomeneu, e dois filhos de Meda, Íficlos e Lico (ou Leuco). Idomeneu foi dirigido para fora de Creta por Leuco uma vez retornado de Troia.[1][2][3]

- Um companheiro de Odisseu, que foi morto por Antifo.[4]

- Um cantor de Lesbos do exército de Dionísio.[5]

- Um epíteto de Hermes na Beócia.[6]